# Hendrik van Halmale (bisschop)
Hendrik of Henricus van Halmale (Antwerpen, 1624 – Ieper, 19 april 1676) was bisschop van Ieper van 1671 tot zijn dood in 1676.

## Levensloop

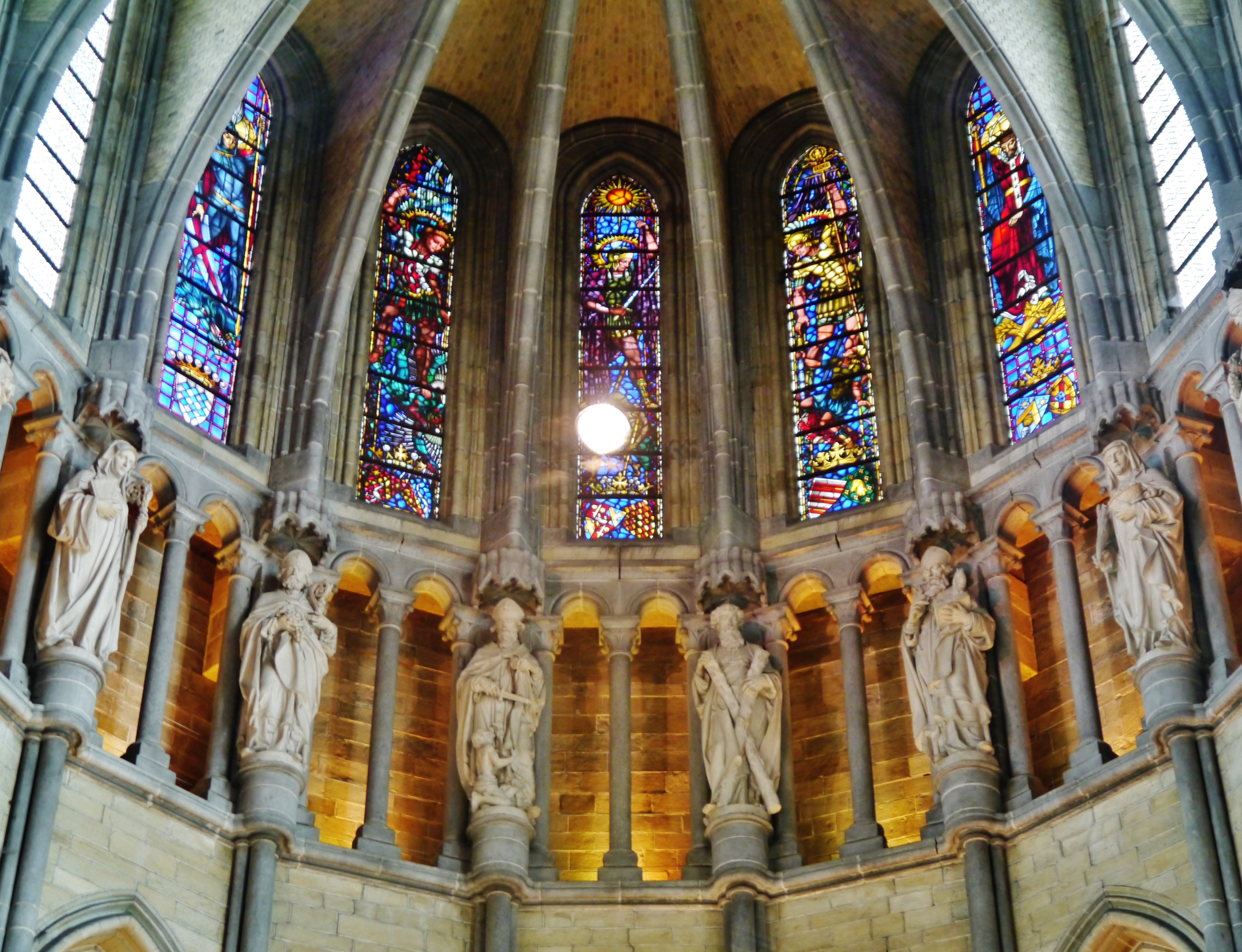
Sint-Maartenskerk van Ieper, toentertijd kathedraal.

Van Halmale was afkomstig van een familie van stadsmagistraten en stadsadel in Antwerpen, in het hertogdom Brabant, dat een deel was van de Spaanse Nederlanden. Hij studeerde beide rechten, namelijk kerkelijk recht en burgerlijk recht, aan de oude universiteit van Leuven. In deze periode werd hij priester (1650). Nadien studeerde hij Artes aan een pedagogie in Rijsel, in Spaans-Vlaanderen. Hij werd kanunnik in het kapittel van de kathedraal van Antwerpen. Vervolgens werd hij deken van de kathedraal in 1658.
In 1671 wijdde de aartsbisschop van Mechelen, Alphonsus van Bergen hem tot bisschop van Ieper, een bisdom in Spaans-Vlaanderen. Een jaar later deed hij zijn plechtige intrede in Ieper. Dit bisdom was, zo vele jaren na de dood van bisschop Jansenius (1638) nog steeds verdeeld tussen voor- en tegenstanders van het jansenisme. De jaren leegstand van de bisschopszetel en ook de inval van Franse troepen tijdens de Hollandse Oorlog hadden het bisdom in chaos gestort. Bisschop van Halmale zette zich energiek aan het werk. Hij koos ervoor de naam van bisschop Jansenius weg te kappen van het graf in de kathedraal. Dit gaf luid protest en leidde tot pogingen om het graf in eer te herstellen. Van Halmale bleef bij zijn stelling ut dispereat memoria eius – dat de herinnering aan deze man verdwijne – en kreeg gelijk van de Spaanse overheid. Toen hijzelf overleed in 1676 werd hij begraven naast Jansenius.